# Naboje
Naboje (izvirno srbsko Набоје) je naselje v Srbiji, ki upravno spada pod Občino Tutin; slednja pa je del Raškega upravnega okraja.

## Demografija
V naselju živi 131 polnoletnih prebivalcev, pri čemer je njihova povprečna starost 28,4 let (27,0 pri moških in 30,2 pri ženskah). Naselje ima 41 gospodinjstev, pri čemer je povprečno število članov na gospodinjstvo 5,32.
|  |

| Demografija | Demografija     | Demografija     |
| Leto        | Št. prebivalcev | Št. prebivalcev |
| ----------- | --------------- | --------------- |
|             |                 |                 |
|             |                 |                 |
|             |                 |                 |
|             |                 |                 |
| 1948        | 457             |                 |
| 1953        | 517             |                 |
| 1961        | 538             |                 |
| 1971        | 364             |                 |
| 1981        | 335             |                 |
| 1991        | 290             | 290             |
| 2002        | 256             | 218             |
|             |                 |                 |

| Etnična sestava po popisu iz leta 2002 | Etnična sestava po popisu iz leta 2002 | Etnična sestava po popisu iz leta 2002 | Etnična sestava po popisu iz leta 2002 | Etnična sestava po popisu iz leta 2002 |
| -------------------------------------- | -------------------------------------- | -------------------------------------- | -------------------------------------- | -------------------------------------- |
| Bošnjaki                               | Bošnjaki                               |                                        | 208                                    | 95,41%                                 |
| Muslimani                              | Muslimani                              |                                        | 10                                     | 4,58%                                  |
| Neznano                                | Neznano                                |                                        | 0                                      | 0,0%                                   |